# Förstakammarvalet i Sverige 1942
Förstakammarvalet i Sverige 1942 var ett val i Sverige till Sveriges riksdags första kammare. Valet hölls i den sjätte valkretsgruppen i september månad 1942 för mandatperioden 1943-1950.
Tre valkretsar utgjorde den sjätte valkretsgruppen: Kronobergs och Hallands läns valkrets, Göteborgs stads valkrets och Örebro läns valkrets. Ledamöterna utsågs av valmän från det landsting som valkretsarna motsvarade. För de städer som inte ingick i landsting var valmännen stadsfullmäktige. 
Ordinarie val till den sjätte valkretsgruppen hade senast ägt rum 1934.

## Valmän
| Landsting/ stadsfullmäktige | H    | B    | F   | S    | SKP | Totalt |
| --------------------------- | ---- | ---- | --- | ---- | --- | ------ |
| Landsting/ stadsfullmäktige |      |      |     |      |     | Totalt |
| Kronoberg                   | 8    | 9    | 1   | 15   | 0   | 33     |
| Halland                     | 8    | 12   | 0   | 15   | 0   | 35     |
| Göteborg                    | 14   | 0    | 8   | 30   | 8   | 60     |
| Örebro                      | 4    | 4    | 7   | 34   | 0   | 49     |
| Totalt                      | 34   | 25   | 16  | 94   | 8   | 177    |
| %                           | 19,2 | 14,1 | 9,1 | 53,1 | 4,5 | 100,0  |

## Mandatfördelning
Den nya mandatfördelningen som gällde vid riksdagen 1943 innebar att Socialdemokraterna behöll egen majoritet. 
| Parti  | Parti                        | FK 1942 | 6:e valkretsgruppen | 6:e valkretsgruppen | 6:e valkretsgruppen | FK 1943 |
| Parti  | Parti                        | FK 1942 | Innan               | Efter               | Ändring             | FK 1943 |
| ------ | ---------------------------- | ------- | ------------------- | ------------------- | ------------------- | ------- |
|        | Socialdemokraterna           | 77      | 7                   | 11                  | ▲4                  | 81      |
|        | Högerns riksorganisation     | 35      | 6                   | 3                   | ▼3                  | 32      |
|        | Bondeförbundet               | 22      | 3                   | 2                   | ▼1                  | 21      |
|        | Folkpartiet                  | 15      | 2                   | 2                   | ▬                   | 15      |
|        | Sveriges kommunistiska parti | 1       | 0                   | 0                   | ▬                   | 1       |
| Totalt | Totalt                       | 150     | 18                  | 18                  | ▬                   | 150     |

## Invalda riksdagsledamöter
Kronobergs och Hallands läns valkrets: 
- Ivar Ekströmer, h
- Johan Bernhard Johansson, h
- Verner Andersson, bf
- Vilmar Ljungdahl, bf
- Anders Andersson, s
- Axel Gjöres, s
- Sven Larsson, s

Göteborgs stads valkrets:
- Eric Ericsson, h
- Knut Petersson, fp
- Henry Johansson, s
- Rickard Lindström, s
- Edgar Sjödahl, s
- Anna Sjöström-Bengtsson, s

Örebro läns valkrets:
- Robert von Horn, h
- Harald Åkerberg, s
- Fritjof Ekman, s
- Robert Krügel, s
- Eric Ericson, s